# Harold Jones (cầu thủ bóng đá)
Harold Jones (22 tháng 5 năm 1933 - 6 tháng 9 năm 2003) là một cầu thủ bóng đá người Anh thi đấu ở vị trí tiền đạo ở Football League cho Liverpool.